# Peace Sells... But Who’s Buying?
Peace Sells... But Who’s Buying? – drugi album zespołu Megadeth. Został wydany w 1986 roku. Album ten zaliczany jest do klasyki thrash metalu. Utwór tytułowy to jeden z najpopularniejszych tego zespołu.

## Oryginalna lista utworów
1. "Wake Up Dead" (muzyka: David Mustaine, słowa: Mustaine) – 3:37
2. "The Conjuring" (muz. Mustaine, sł. Mustaine) – 5:02
3. "Peace Sells" (muz. Mustaine, sł. Mustaine) – 4:02
4. "Devil's Island" (muz. Mustaine, sł. Mustaine) – 5:05
5. "Good Mourning/Black Friday" (muz. Mustaine, sł. Mustaine) – 6:40
6. "Bad Omen" (muz. Mustaine, sł. Mustaine) – 4:03
7. "I Ain't Superstitious" (cover: Willie Dixon) – 2:45
8. "My Last Words" (muz. Mustaine, sł. Mustaine) – 4:45

Reedycja z 2004 roku
1. "Wake Up Dead" (mix Randy'ego Burnsa) – 3:40
2. "The Conjuring" (mix Randy'ego Burnsa) – 5:02
3. "Peace Sells" (mix Randy'ego Burnsa) – 4:00
4. "Good Mourning/Black Friday" (mix Randy'ego Burnsa) – 6:40

## Twórcy
- Dave Mustaine – wokal, gitara prowadząca, producent
- David Ellefson – gitara basowa, wokal
- Chris Poland – gitara rytmiczna, gitara prowadząca
- Gar Samuelson – perkusja
- Randy Burns – producent, inżynier dźwięku, miksowanie (utwory dodatkowe)
- Casey McMackin – inżynier dźwięku
- Paul Lani – miksowanie, mastering (wersja oryginalna)
- Ralph Patlan – remiksowanie (wersja remasterowana)
- Tom Baker – remastering (wersja remasterowana)
- Ed Repka – okładka